# Ньянека
Ньяне́ка (ваньянека, муила, мунанека) - народ группы банту. Занимает территорию между горным массивом Шела и рекой Кубанго в Анголе. К ньянека близки хумбе (нгумби, бангумби), хинга (овахинга), пунгу (кипунгу), балондо. Численность - приблизительно 470 тыс. человек [Андрианов, 1999, с.392]. 

## Язык
Представители ньянека говорят на языке луньянека.

## Религия
В основном исповедуют традиционные верования (культы духов, предков, очага), но часть ньянека - живущие в приморских районах - католики. 

## Быт

### Фольклор
Богат фольклор (различные ритуальные танцы и музыка). На территории расселения ньянека широко распространена наскальная живопись, в особенности наскальные изображения козлов и овец [Robinson, 1986, p. 32]. 

### Социальная структура
Объединяются в большесемейные общины, группы общин образуют иерархические структуры, связанные с кровнородственными патрилинейными группами (линиджи, роды). 

#### Брак
Брак патрилокален, распространена полигиния. 

### Жилище
Общинный «дом собраний» в центре поселения, построенного в виде кольца и окружённого палисадом, за который на ночь загоняют скот. Жилища в форме круга, крыша конусовидная, покрыта соломой, каркас дома выполнен из палок и прутьев, вместо цемента, для скрепления составных частей, используется глина. Зернохранилища подняты над уровнем земли сваями [Андрианов, 1999, с.393].

## Традиционные занятия
Основными занятиями ньянека традиционно являлись скотоводство, земледелие, охота и собирательство [Robinson, 1986, p. 33]. Разводят крупный и мелкий рогатый скот, причём этот вид деятельности имеет более престижное значение, нежели товарное. Ручное подсечно-огневое земледелие практикуется женщинами, выращивают такие культуры, как сорго, бобовые, овощи, кукуруза. Также развиты ремёсла: резьба по дереву, изготовление ритуальных масок, украшений из бисера [Андрианов, 1999, с.393].

## Пища
В рационе питания преобладает растительная пища (каши и пасты из сорго, кукурузы), употребляются также молоко, масло, рыба.